# Jerisau
Jerisau ist ein Stadtteil der Großen Kreisstadt Glauchau im Landkreis Zwickau in Sachsen. Der Ort wurde am 1. April 1937 eingemeindet. Er gehört heute zum Glauchauer Ortsteil Jerisau/Lipprandis, welcher zusammen 627 Einwohner hat. Jerisau trägt den Gemeindeschlüssel 070.

## Geografie

### Geografische Lage und Verkehr
Jerisau liegt westlich der Zwickauer Mulde, welche zugleich annähernd die östliche Flurgrenze bildet. Im Süden von Jerisau mündet der Umflutkanal in die Zwickauer Mulde, westlich des Orts am gegenüberliegenden Ufer mündet der Lungwitzbach ein. Nördlich von Jerisau verläuft die Bundesautobahn 4, welche nördlich des Orts in der Abfahrt „Glauchau-Ost“ die Bundesstraße 175 kreuzt. Im weitern Verlauf führt diese östlich an Jerisau vorbei.

### Nachbarorte
| Lipprandis | Weidensdorf                                 |                |
| Gesau      | Kompassrose, die auf Nachbargemeinden zeigt | Kleinbernsdorf |
|            | Glauchau                                    | Reinholdshain  |

## Geschichte

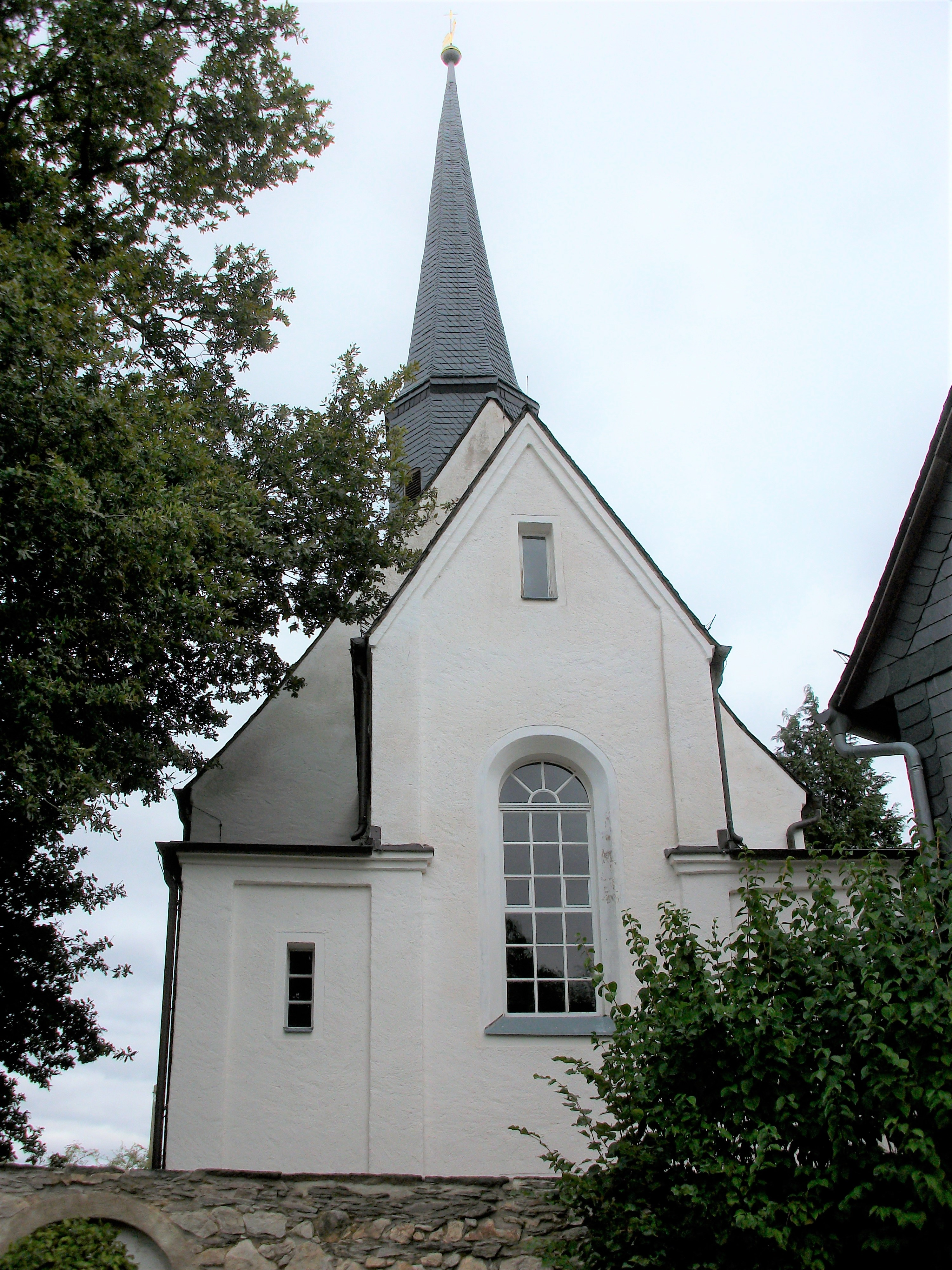
Martinskirche Jerisau

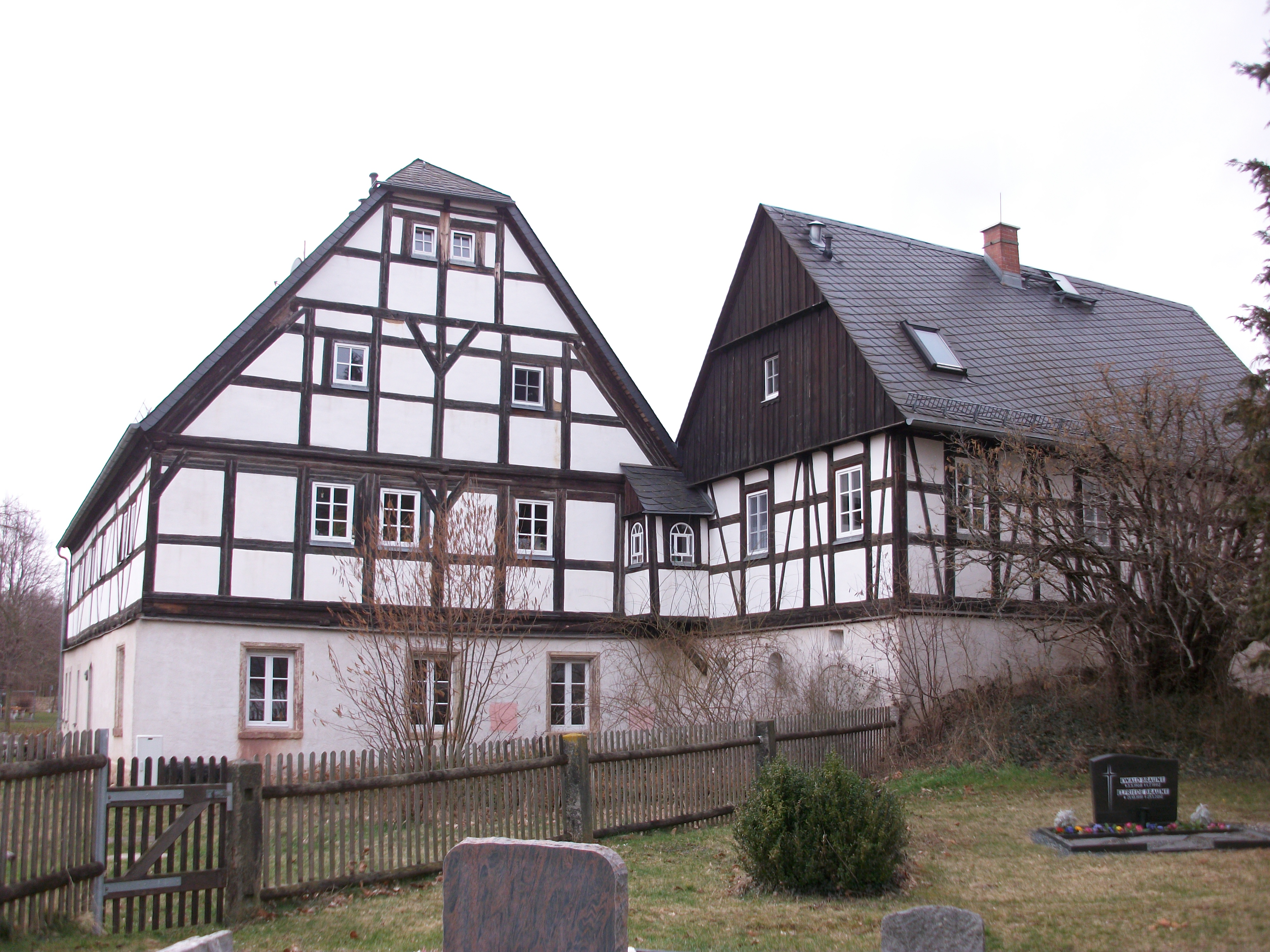
Jerisau, Martinsplatz 5 (Pfarrhof)

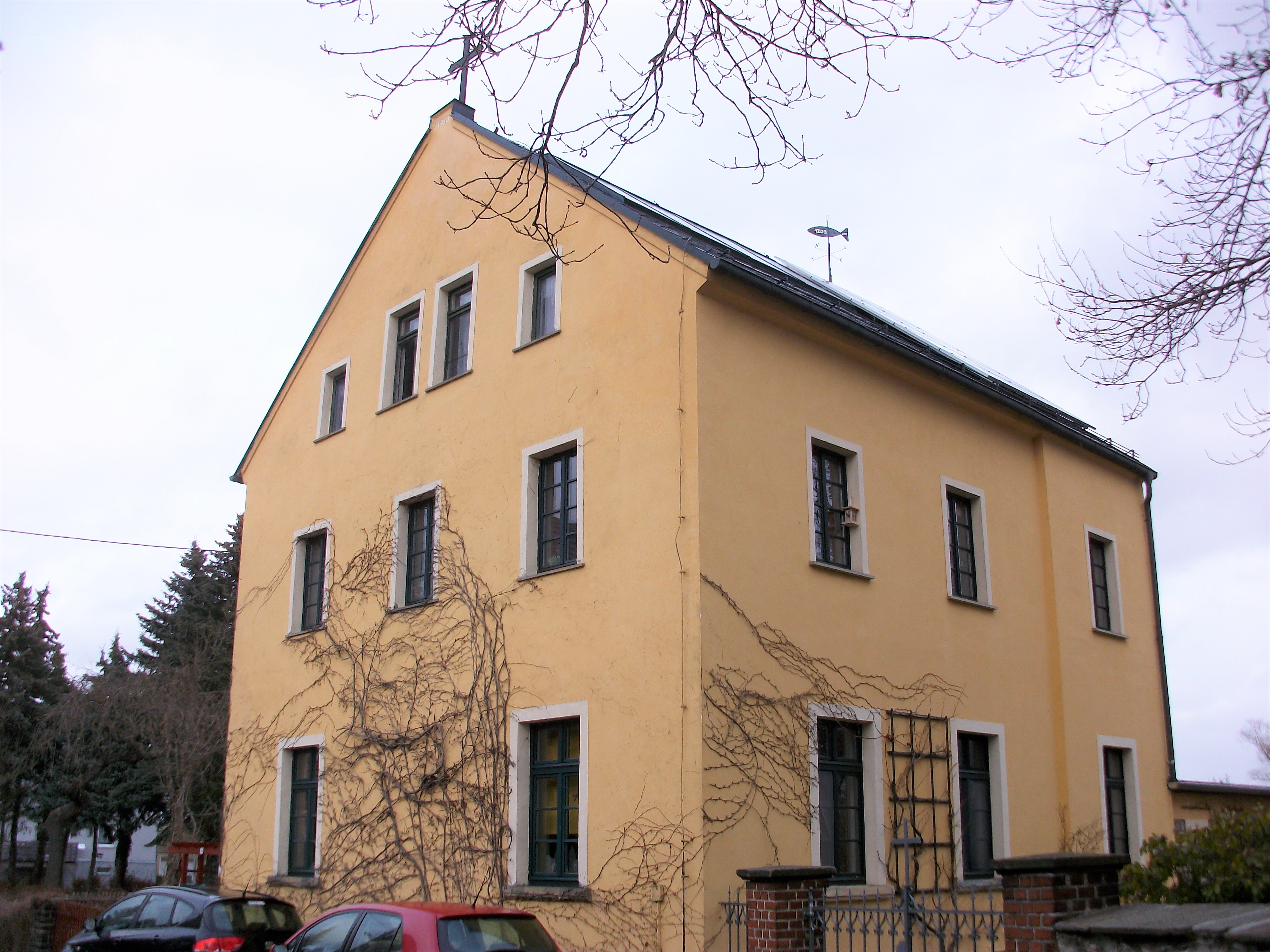
Ehemalige Schule Jerisau

Jerisau wurde im Jahr 1170/75 als „Gerese“ erwähnt. Bezüglich der Grundherrschaft war der Ort dreigeteilt. Je ein Teil gehörte um 1497 der Pfarre zu Jerisau bzw. der Pfarre zu Glauchau, der dritte Anteil war Amtsdorf der schönburgischen Herrschaft Glauchau.
Am 16. April 1547 zieht Kaiser Karl V. im Schmalkaldischen Krieg mit seinen Truppen durch Glauchau. Da hier bereits die Truppen des sächsischen Herzogs Moritz einquartiert waren, nahm er in der Jerisauer Pfarre (Pfarrhaus) sein Quartier. Während dieser Zeit brach in der (Langen) Vorstadt Glauchaus ein Feuer aus und 28 Häuser zwischen Niedertor und Marktplatz in der Innenstadt/"Rechtstadt" brannten ab.
Um 1750 war der gesamte Ort Amtsdorf in der Herrschaft Glauchau, Amt Forderglauchau. Nachdem auf dem Gebiet der Rezessherrschaften Schönburg im Jahr 1878 eine Verwaltungsreform durchgeführt wurde, kam Jerisau im Jahr 1880 zur neu gegründeten sächsischen Amtshauptmannschaft Glauchau.
Jerisau wurde am 1. April 1937 in die damals kreisfreie Stadt Glauchau eingemeindet. Durch die zweite Kreisreform in der DDR kam Jerisau als Ortsteil der Stadt Glauchau im Jahr 1952 zum Kreis Glauchau im Bezirk Chemnitz (1953 in Bezirk Karl-Marx-Stadt umbenannt), der im Jahr 1990 als sächsischer Landkreis Glauchau weitergeführt wurde und 1994 im Landkreis Chemnitzer Land bzw. 2008 im Landkreis Zwickau aufging. Jerisau gehört heute zum Ortsteil Jerisau/Lipprandis der Großen Kreisstadt Glauchau.

## Sehenswürdigkeiten
- Martinskirche Jerisau mit Kreutzbach-Orgel[9] sowie Pfarrhof
- mehrere Fachwerk- und Umgebindehäuser
- siehe: Liste der Kulturdenkmale in Jerisau (Glauchau)